# Eptesicus innoxius
Eptesicus innoxius là một loài động vật có vú trong họ Dơi muỗi, bộ Dơi. Loài này được Gervais mô tả năm 1841.